# Kuanjin

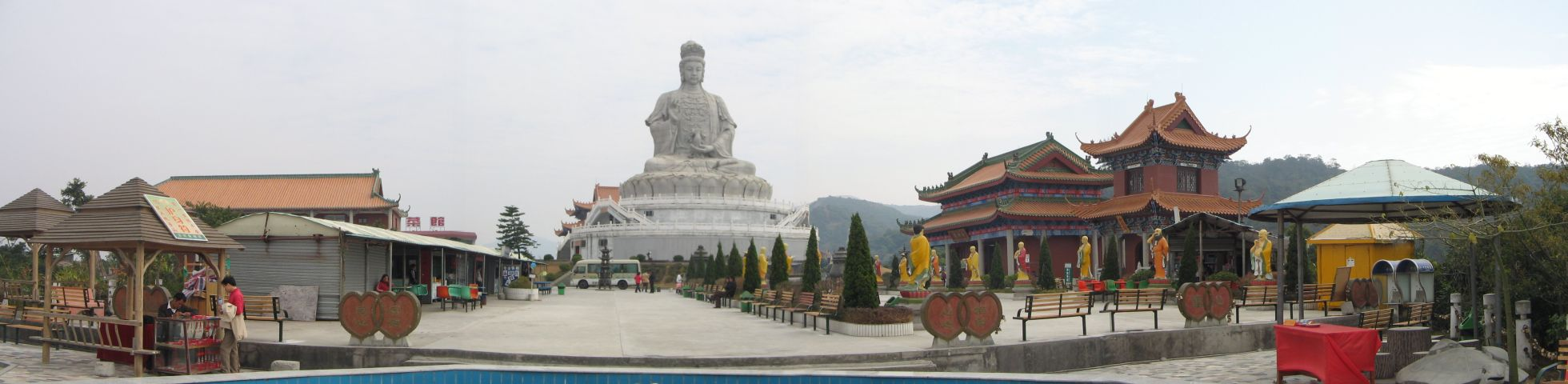
Kuanjin szobra (középen) Tungkuan egy templomkörzeténél

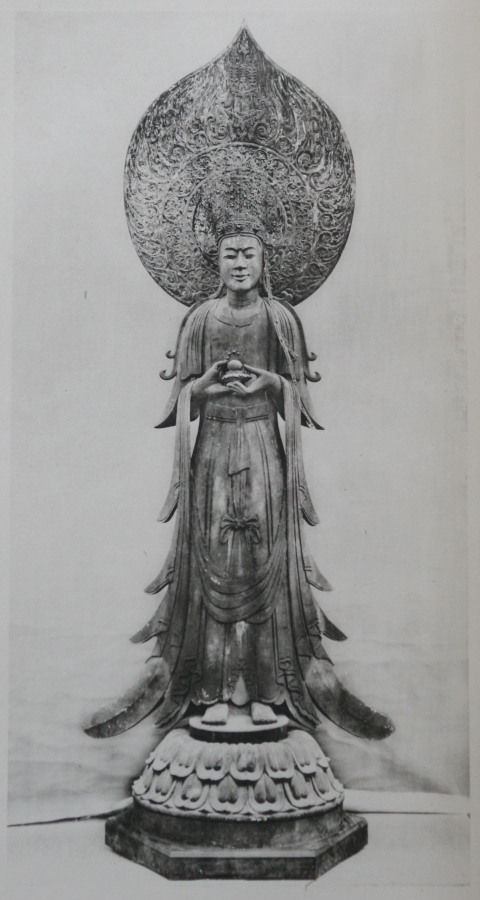
A Hórjúdzsi Kannonja

Guanjin vagy Kuanjin (kínai: 觀音 / 观音, pinjin: guānyīn, W.-G.: Kuan-yin) az egyik legnépszerűbb bódhiszattva a buddhista kelet-ázsiai világban. Kelet-Ázsiában számos nagy templomkörzetet szenteltek neki. Indiai megfelelőjével, Avalókitésvarával ellentétben Kínában, Koreában, Thaiföldön, Japánban és Vietnámban leggyakrabban nőneműként ábrázolják, bár Japánban néha férfias vonásokkal rendelkezik.
Japánban Kannon (観音) néven ismert, Vietnamban Quan Âm vagy Quan Thế Âm Bồ Tát néven; Koreában gyakran Kwan Sze-um Boszal néven.
Kínában a jezsuita misszionáriusok a "kegyelem istennőjének" vagy az "irgalom istennőjének" nevezték el.

## Japánban
Japánban a végtelen irgalom és könyörületesség megtestesítője, a dzsódo szekta tanai szerint Amida Buddha legfőbb segítője, „aki meghallja kiáltásunkat”, és a hithű halottak lelkét elkíséri a Tiszta Országba, vagyis a paradicsomba.
Japánban különösen a várandós asszonyok között népszerű. Leghíresebb ábrázolatai a 8. századi Kínából behozott és a narai Hórjúdzsi templom „Álmok csarnokában” álló szantálfa szobor, valamint a kiotói Szandzsúszangen-dó 1001 szobrocskája, az „ezerkarú Kannon”.

## Lásd még
- Avalókitésvara
- Aszakusza
- Dzsizó
- Haszedera
- Kijomizudera